# Platysenta poliopasta
Platysenta poliopasta là một loài bướm đêm trong họ Noctuidae.